# Clofoctol
Wikipédia ne donne pas de conseils médicaux ou sanitaires. Cet article est susceptible de contenir des informations obsolètes ou inexactes. Seul un professionnel de la santé est apte à vous fournir un avis médical, et seules les autorités sanitaires de votre pays sont compétentes pour donner des consignes de santé publique relatives à la pandémie de Covid-19.
Le clofoctol (CFT) est un médicament synthétique antibiotique et bactériostatique, autrefois utilisé dans le traitement d'infections des voies respiratoires, de la bouche ou de la sphère ORL, à bactéries Gram-positives.
Il a été commercialisé sous forme de suppositoire en France et au Portugal jusqu'en 2005 sous le nom commercial Octofene produit par le groupe Fournier et en Italie sous le nom Gramplus,.
L'actuel regain d'intérêt qu'on lui porte vient d'études récentes laissant penser qu'il est actif contre au moins deux types de cancers, et d'essais cliniques tentés pour tester son efficacité contre les formes graves de la Covid-19, par inhibition de la réplication virale et inhibition de la réponse des cytokines.

## Historique
En France, en 2005, le prix de vente de la boite de suppositoires d'Octofène est à 1,81 € avec un taux de remboursement à 30 %.
Les autorités sanitaires décident, en 2005, le retrait de l'Octofène, qui rapportait à Fournier « 5 millions d'euros de chiffre d'affaires », sans que son innocuité soit remise en cause. Néanmoins le produit reste disponible dans certains pays d'Europe comme en Italie sous le nom de Gramplus.

## Biochimie, mécanisme d'action
Cette molécule cible deux protéines importantes :
1. le complexe protéine kinase CD7/Dbf4 (qui joue un rôle important dans la régulation des mécanismes complexes de la division cellulaire)[12] ;
2. le « domaine de choc froid » de la protéine de liaison à l'ARN mitochondrial contenant E1 (protéine dénommée CSDE1 ou UNR). En biologie moléculaire, le « domaine de choc froid » (CSD) est un domaine protéique d'environ 70 acides aminés situé dans les protéines de liaison à l'ADN des procaryotes et eucaryotes[13],[14],[15]. Cette protéine semble impliquée dans certains cancers (mélanomes) et leurs métastases[16], et une partie de ce domaine est très similaire au motif de liaison à l'ARN RNP-1[17].

Ces interactions expliquent l'activité antitumorale du clofoctol ; les modélisations de la liaison du clofoctol aux protéines sont une base structurelle qui permettra peut-être la construction de composés anticancéreux plus puissants.

## Indications

### Infections
Le clofoctol est efficace dans le traitement de Streptococcus pneumoniae, principale cause mondiale de pneumonie bactérienne dans le monde, ainsi que du Staphylocoque doré. Le clofoctol inhibe la synthèse de la paroi cellulaire bactérienne et induit la perméabilité membranaire. Il inhibe la traduction des protéines et altère la croissance tumorale.

#### Maladies pulmonaires
Le clofoctol pénètre dans les tissus pulmonaires humains et il est fonctionnel contre les bactéries à Gram positif ainsi que Gram-négatif. « Il est bien absorbé et atteint des concentrations efficaces dans le plasma et les poumons. »
La société Apteeus, en étudiant les propriétés antivirales et anti-inflammatoires du clofoctol a traité avec succès plusieurs modèles précliniques de pneumonie. 

« Grâce à son innocuité, le clofoctol a le potentiel pour devenir un médicament de référence pour le traitement des pneumonies infectieuses chez les patients à  risque, tels que les personnes âgées ainsi que les nouveau-nés et les patients avec des facteurs de risque. »

### Cancérologie
Le clofoctol s'est aussi montré actif contre deux types de cancers : le cancer de la prostate et le neurogliome, et il pourrait peut-être aussi traiter le cancer du poumon.

### Effet curatif contre la Covid-19

#### Repositionnement de la molécule
Depuis de nombreuses années, l’Institut Pasteur de Lille (IPL) possède un laboratoire de recherche de niveau de sécurité P3 robotisé, dédié aux coronavirus ; en octobre 2020, l'agence de presse AEF info, révèle que des chercheurs du Centre d'Infection et d'Immunité de Lille et de la société Apteeus basés sur le Campus Pasteur Lille étudient, depuis le début de la pandémie, même le confinement, les effets in vitro du clofoctol sur le virus du SARS-CoV-2. Malgré les bons résultats, l'équipe  de recherche, se défiant de l'industrie pharmaceutique, avait gardé le secret du nom de la molécule. 
Le directeur scientifique de l’IPL, le professeur Benoit Deprez, dirige le projet de repositionnement de médicament, avec le concours de la start-up lilloise Apteeus, et de son président cofondateur Terence Beghyn, pharmacien et docteur en chimie. 5 000 molécules des pharmacothèques d'Apteeus ont été « passées au crible » pour voir si l'une d'elles pourrait être efficace contre la Covid-19, « une soixantaine de molécules semblaient bloquer la propagation du virus », c'est ainsi que le clofoctol a été remarqué :
« Pris aux premiers symptômes de la maladie, ce médicament réduit la charge virale du porteur de la maladie, pouvant limiter la contagion et l'apparition de formes graves. »
« Cette molécule a une action sur les deux portes d’entrée du virus dans les cellules humaines, contrairement à l’hydroxychloroquine. De plus, il n’est pas nécessaire d’augmenter sa concentration pour qu’elle soit efficace, contrairement au remdésivir.
En janvier 2021, Benoît Déprez prévoit, pour février 2021, des essais sur l’homme « en double aveugle, contre placebo, dans lequel ni les médecins ni les patients ne savent s’ils emploient le médicament ou un placebo qui ne contient pas le principe actif » et la commercialisation du médicament au printemps 2021 : « On fait le design de cet essai, ensuite on va demander les autorisations nécessaires ». « On se demande aussi à qui cette molécule va être destinée, aux gens très peu malades, aux porteurs asymptomatiques pour qu'ils sécrètent moins longtemps le virus, ou encore aux gens très malades. Si on fait les essais cliniques rapidement, on vise la fin de l'hiver 2021. »
Les études faites par l'équipe de Benoît Déprez sont publiées en préprint en juin 2021.

#### Désintérêt des autorités
Cette découverte est présentée, dès mai 2020, à Frédérique Vidal, la ministre de l'Enseignement supérieur, de la Recherche et de l'Innovation, venue sur le campus de la fondation Pasteur Lille, et, au début d'août 2020, au premier ministre Jean Castex, en visite au centre de dépistage de l’institut, mais "les autorités n’ont pas eu « de réactions » déplore Benoît Déprez".
Aussi fin septembre, l’IPF choisit de dévoiler au grand public sa découverte « pour pousser les autorités et d’éventuels mécènes à financer ce projet ».
Ainsi le milliardaire Bernard Arnault, originaire de Lille, promet un financement à hauteur de 5 millions d’euros pour un essai clinique versus placebo, et la région Hauts-de-France débloque 780 000 € pour un essai chez le macaque. Son fils Antoine Arnault visite les lieux et s'intéresse au projet.
En février 2021, le Capnet (Comité ad-hoc de pilotage national des essais thérapeutiques), à qui l’IPL a demandé fin janvier d’accéder à une étude clinique de phase III, oppose un refus et demande de repasser en phase II, ce qui  retarde les délais prévus et provoque l'incompréhension de Terence Beghyn  :
« On nous demande de repasser en phase 2 et de mesurer la tolérance du produit et son acceptabilité alors que tout cela est déjà très documenté ».

#### Projet Thérapide
En avril 2021, après un premier refus en décembre 2020, le label « priorité nationale de recherche » est enfin décerné au projet Thérapide. Le 13 avril 2021, l’Institut Pasteur annonce le début des tests de la molécule contre le Covid-19 sur l’homme « dès la fin du mois » mais n'obtient cependant le feu vert de l’Agence nationale de sécurité du médicament (Ansm) que mi-juin 2021.
L’essai clinique devait être mené à partir du 14 juin 2021, sur un panel de 684 patients volontaires de plus de 50 ans, avec au moins un symptôme et non vaccinés, un groupe de patients est traité par placebo, l’autre par clofoctol, pendant cinq jours, en aveugle des deux côtés. Au bout de plusieurs mois d’essais, en cas de résultats positifs, l’Institut Pasteur de Lille pourrait déposer une demande d'AMM du clofoctol.
Malheureusement, en septembre 2021, l'essai « ne commence que maintenant », explique le professeur Xavier Nassif, directeur général de l'Institut. « Le recrutement des volontaires a en effet été compliqué par les vacances d'été, par les progrès de la vaccination et le profil très précis recherché », « le recrutement de patients non vaccinés dans une population de 80 % de vaccinés risque de prendre du temps, rendant l'essai très difficile ». Le recrutement, limité aux Hauts de France, est ouvert en octobre aux Antilles, car à la mi-octobre seuls 7 volontaires des Hauts-de-France ont pu être mobilisés.
« Il s’agit d’une étude randomisée en double aveugle contre placebo. Les patients inclus doivent être âgés de plus de 50 ans et ne pas avoir été vaccinés. De préférence, leur test positif doit dater de moins de 3 jours et bien sûr, ces patients doivent accepter de rentrer dans une étude pendant une vingtaine de jours. Le traitement sera administré sous forme de suppositoire deux fois par jour pendant 5 jours. Les critères de jugement sont : la saturation en oxygène, les hospitalisations et la clinique bien sûr ».
« Les grands laboratoires bénéficient de beaucoup plus de moyens que nous. Ils peuvent monter des centres d’essai partout où l’épidémie flambe dans le monde. Si on avait les moyens de recruter en Europe de l’Est ou en Amérique du sud aujourd’hui, nous pourrions aller plus vite », selon Xavier Nassif.

#### Abandon des essais
Finalement, le 10 décembre 2021, Xavier Nassif déclare à la presse, « la suspension de son essai clinique sur le clofoctol » par manque de volontaires, « sur les 346 patients nécessaires pour mener l’essai à bien, seuls 12 ont été recrutés. » Néanmoins il déclare aussi ne pas abandonner cette piste : sa décision de stopper l’essai étant « un changement de stratégie plus qu'un arrêt ».

#### Documentaire
En mai 2021, est diffusé sur Arte TV : France : un espoir venu du Nord, un documentaire de Jeanne Blanquart où l'équipe de tournage a suivi, en immersion, les recherches de l'institut.

En octobre 2022 le documentaire complété, qui fait « le récit accablant du parcours du combattant des chercheurs, dont la découverte a été tuée dans l’œuf par un processus administratif procédurier », est diffusé sur Arte TV sous le titre de Molécule miracle – Chronologie d’un espoir.